# Izumi Shikibu nikki
L'Izumi Shikibu nikki (和泉式部日記, Izumi Shikibu nikki, littéralement Journal intime d'Izumi Shikibu), appelé également l'Izumi Shikibu monogatari (和泉式部物語, Izumi Shikibu monogatari, litt. Dit d'Izumi Shikibu) est une œuvre japonaise et un exemple du genre littéraire nikki, probablement écrite par Izumi Shikibu.

## Titre
Connu sous le nom de Izumi Shikibu nikki pendant des siècles, il est également désigné dans beaucoup de manuscrits sous le titre de Izumi Shikibu monogatari.

## Paternité
Malgré son titre, l'œuvre est narrée à la troisième personne. On désigne toujours la protagoniste (Izumi Shikibu) en tant que onna (女, littéralement « la femme »), et on y décrit parfois des pensées et des sentiments d'autres personnages qu'elle. Pour cette raison, entre autres, quelques spécialistes de la littérature japonaise ont supposé que l'écrivain n'était pas Izumi Shikibu. Kazuma Kawase l'a suggéré à Fujiwara no Shunzei, qui a assemblé deux cents ans plus tard des kotobagaki d'une anthologie poétique des wakas d'Izumi Shikibu. Yamagishi Tokuhei a quant à lui proposé six raisons démontrant qu'on ne peut plus accepter la paternité d'Izumi Shikibu vis-à-vis de l'œuvre. Cependant, l'avis général des spécialistes est qu'Izumi Shikibu elle-même n'en était pas l'unique écrivain,.

## Genre
Faute de connaître l'identité exacte de l'écrivain, il est approximatif d'appeler l'œuvre un nikki (« journal intime ») : elle est quelquefois décrite comme un « roman d'amour ». Elle est aussi considérée comme un monogatari.

## Contenu
Le nikki se déroule au XIe siècle, de l'été 1003 au printemps 1004. L'œuvre décrit l'aventure romantique d'Izumi Shikibu et du prince Atsumichi, un fils de l'empereur Reizei. Atsumichi avait 23 ans au début de l'histoire, et Izumi était probablement âgée de quelques années de plus que lui.

## Manuscrits
Il y a trois manuscrits : le Sanjōnishi-bon, l'Ōei-bon et le Kangen-bon. Le Sanjōnishi-bon est composé d'un seul manuscrit en possession de l'Agence impériale. L'Ōei-bon est commencé par un manuscrit produit par Reizei Tamemasa (冷泉為尹) en 1414.